# Ferdinand Brütt

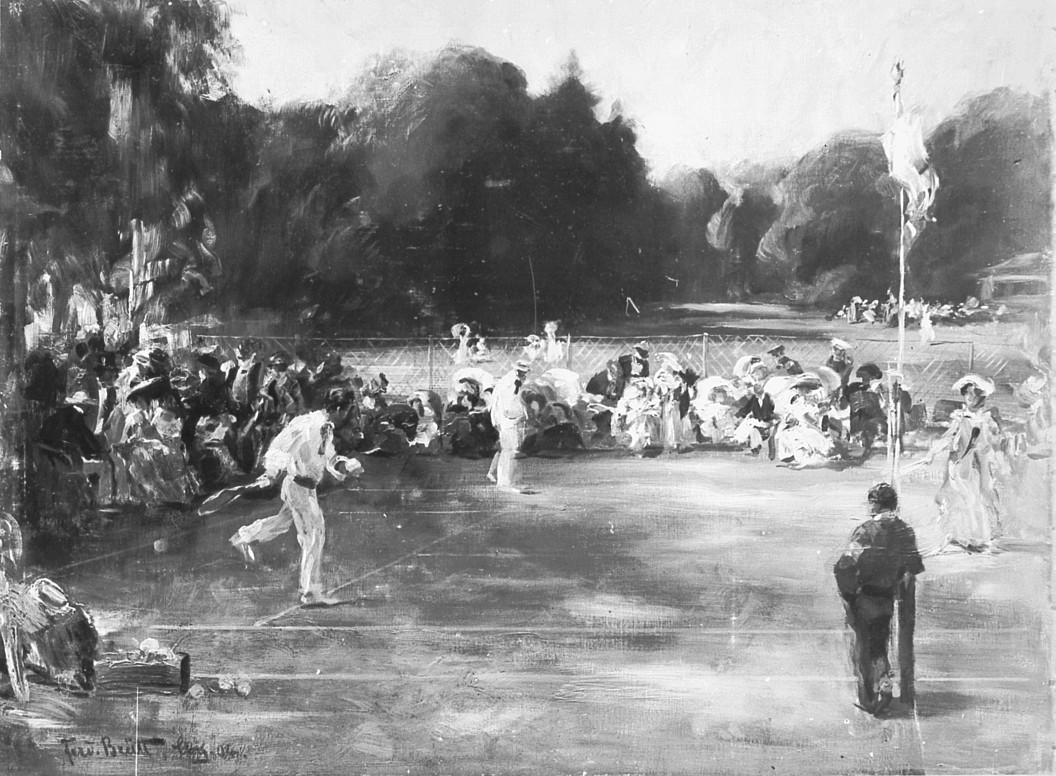
Tennisturnering i Bad Homburg, oljemålning av Ferdinand Brütt

Ferdinand Brütt, född 13 juli 1849 och död 6 november 1936, var en tysk konstnär.
Brütt var verksam inom olika områden och gjorde sig bland annat känd för sina freskcykler i Frankfurt am Main med scener ur stadens och samtidigt Tysklands kulturella och politiska historia.